# The Biography Channel (Australia)
bio. (anteriormente conocido como The Biography Channel) era un canal de entretenimiento australiano disponible en los operadores Foxtel, Austar y Optus.
En 2014, el canal renovó sus gráficas, junto con un nuevo logo y programación. Además, en el operador Foxtel, cambio de ubicación del canal 117 a canal 133.
El 1° de noviembre de 2015, el canal cerró, cesando transmisiones a las 4:00 a. m.  Algunos de sus programas fueron movidos a otros canales de Foxtel.

## Programación emitida en bio. (Australia)
- Airline
- The Dog Whisperer
- Fashion File
- Inside Edition
- Intervention
- Judge Judy
- The Peoples Court
- Planet Rock Profiles
- RPA
- Sober House
- This Is Your Life